# 陶守廉
陶守廉（？—？），浙江会稽（今浙江绍兴）人，是一名清朝政治人物。
陶守廉曾于1867年接替祁德昌任宝山县知县一职，1869年由颜荣阶接任。